# Chromalveolata
De Chromalveolata zijn in de taxonomie een van de vijf of zes supergroepen waarin de eukaryoten verdeeld worden. Het taxon Chromalveolata bevat verschillende groepen fotosynthetiserende algen.

## Taxonomie

### Classificatie
Voordat in de taxonomie de moderne indeling in vijf rijken de indeling in twee rijken (planten en dieren) verving, werden Chromalveolata tot de planten gerekend, omdat ze fotosynthetiserend zijn en vanwege morfologische overeenkomsten met bepaalde Embryophyta. In het vijf-rijken-systeem werden de meeste Chromalveolata bij de Protista ingedeeld, hoewel de waterschimmels en Labyrinthulomycetes tot de schimmels werden gerekend.
Aan het begin van de 21e eeuw leidde fylogenetisch onderzoek tot een grondige herziening in de cladistiek. De naam Chromalveolata werd ingevoerd door de Engelse bioloog Thomas Cavalier-Smith als onderverdeling van zijn inmiddels in onbruik geraakte rijk Chromista. Hoewel de Chromalveolata geen officiële taxonomische rang hebben staan ze ongeveer op het niveau van een rijk. De Chromalveolata werden verondersteld af te stammen van een endosymbiose tussen een Bikontum en een roodalg die de voorouder is van alle chlorofyl-c bevattende plastiden.
Chromalveolata vallen onder de Bikonta, waartoe ook de Archaeplastida, Rhizaria, Excavata en een aantal kleinere, niet opgeloste groepen als Apusozoa en Centrohelida gerekend worden. Alle Bikonta worden geacht van dezelfde heterotrofe eukaryotische voorouder met twee flagella af te stammen. De Chromalveolata worden soms samen met de Archaeplastida in een hogere clade, Corticata, gegroepeerd, onder de veronderstelling dat deze twee groepen nauwer verwant zijn met elkaar dan met de andere groepen.
Hoewel de Chromalveolata als een van de zes supergroepen binnen de eukaryoten beschouwd worden zijn er aanwijzingen dat de groep parafyletisch is.
De supergroep Chromalveolata is samengesteld uit de Hacrobiae en de SAR-groep, tegenwoordig ook RAS of Harosa genoemd met daarin drie grote groepen:
- Hacrobiae
- Harosa, SAR
  - 1. Rhizariae
  - 2. Alveolatae
  -  3. Heterokontae = Stramenopila

De Heterokontae omvatten belangrijke soortenrijke groepen als de bruinwieren, de diatomeeën en de waterschimmels

### Cladogram
Onderstaand cladogram toont de positie van de supergroep van de Chromalveolata, van de zustergroepen en van de afstammende rijken.
| - LUCA - Domein Eubacteria (Ehrenberg 1828) (→ prokaryoten) - - Domein Archaea (Woese et al. 1990) (→ prokaryoten) - Domein Eukaryota - Supergroep Unikonta (Cavalier-Smith 2002) - Supergroep Excavata (Cavalier-Smith 2002) - Bikonta (Cavalier-Smith 2002) - Supergroep Archaeplastida (Adl et al. 2005) - Supergroep Chromalveolata (Adl et al. 2005) - Rijk Hacrobiae (Cavalier-Smith 2010) - Stam Cryptomonada (Margulis & Schwartz 1998) - - Stam Haptomonada (Margulis & Schwartz 1998) - Stam Centrohelomonada (Kühn 1926 em. Holt & Iudica) - Harosa (Cavalier-Smith 2010) (SAR, RAS) - Rijk Rhizariae (Cavalier-Smith 1993) (Rhizaria) - Stam Endomyxa (Cavalier-Smith 2002) - Stam Cercozoa (Cavalier-Smith & Chao 2003) - - Stam Foraminifera (D'Orbigny 1826) - Stam Radiolaria (Müller 1858 em. Cavalier-Smith 1993) - - Rijk Alveolatae (Cavalier-Smith 1991) - Stam Ciliophora (Doflein 1901) - - Stam Dinoflagellata (Bütschli 1885) - Stam Apicomplexa (Levine 1970) - Rijk Heterokontae (Cavalier-Smith 1986) (Stramenopiles) - Stam Opalinata (Wenyon 1926) - - - Stam Labyrinthomorpha (Levine & al. 1980) - Stam Bicosoecida (Grasse 1926) - - Stam Oomycota (Winter 1879) - Ochrophyta (Cavalier-Smith 1986) - - Stam Bacillariophyta (Haeckel 1878) - - Stam Silicoflagellata (Borgert 1890) - Stam Actinophryida (Claus 1874) - - Stam Pinguiophyta (Kawachi 2002) - - Stam Chrysophyta (Pascher 1914) - Stam Eustigmatophyta (Hibberd & Leedale 1970) - - Stam Raphidiophyta (Chadefaud 1950) - - Stam Phaeophyta (Kjellman 1891) - Stam Xanthophyta (Allorge ex Fritsch 1935) |

## Eigenschappen
De meeste Chromaveolata zijn autotroof en fotosynthetiserend. Sommige groepen Chromalveolata, zoals Ciliophora en waterschimmels, hebben deze eigenschap echter verloren. Alle fotosynthetiserende Chromalveolata gebruiken chlorofyl a en c en vele gebruiken daarnaast andere pigmenten.
Alle Chromalveolata maken dezelfde eiwit glyceraldehyde-3-fosfaatdehydrogenase aan.

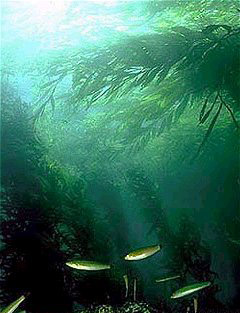
Kelp voor de kust van Californië.

### Morfologie
Er zijn niet veel morfologische eigenschappen die alle Chromalveolata delen. Elke ondergroep heeft zijn eigen unieke eigenschappen, zoals de alveoli van de Alveolata, de haptonema van de Haptophyta, het ejectisoom van de Cryptophyta en de twee verschillende flagella bij de Heterokontophyta. Geen van al deze eigenschappen is bij alle groepen aanwezig.
Alle Chromalveolata hebben echter cellulose in de celwand en worden verondersteld een gezamenlijke oorsprong van hun chloroplasten te hebben.

### Ecologische rol
Chromalveolata spelen soms een belangrijke rol in ecosystemen. Sommige kunnen zeer schadelijk zijn. Dinoflagellata kunnen algenbloei veroorzaken die vis- en oesterpopulaties in zee kunnen uitroeien. Apicomplexa zijn parasieten op dieren. Waterschimmels zorgen voor ziekten bij planten, zo veroorzaakte de waterschimmel Phytophthora infestans de Grote Aardappelhongersnood in Ierland tussen 1845 en 1850.
Diatomeeën zijn een van de grootste bronnen van fotosynthese en produceren een groot deel van de zuurstof in de atmosfeer. Bruinalgen, vooral kelp, creëren onder water wouden waarin veel mariene soorten een habitat vinden.